# W Schmidt & Co

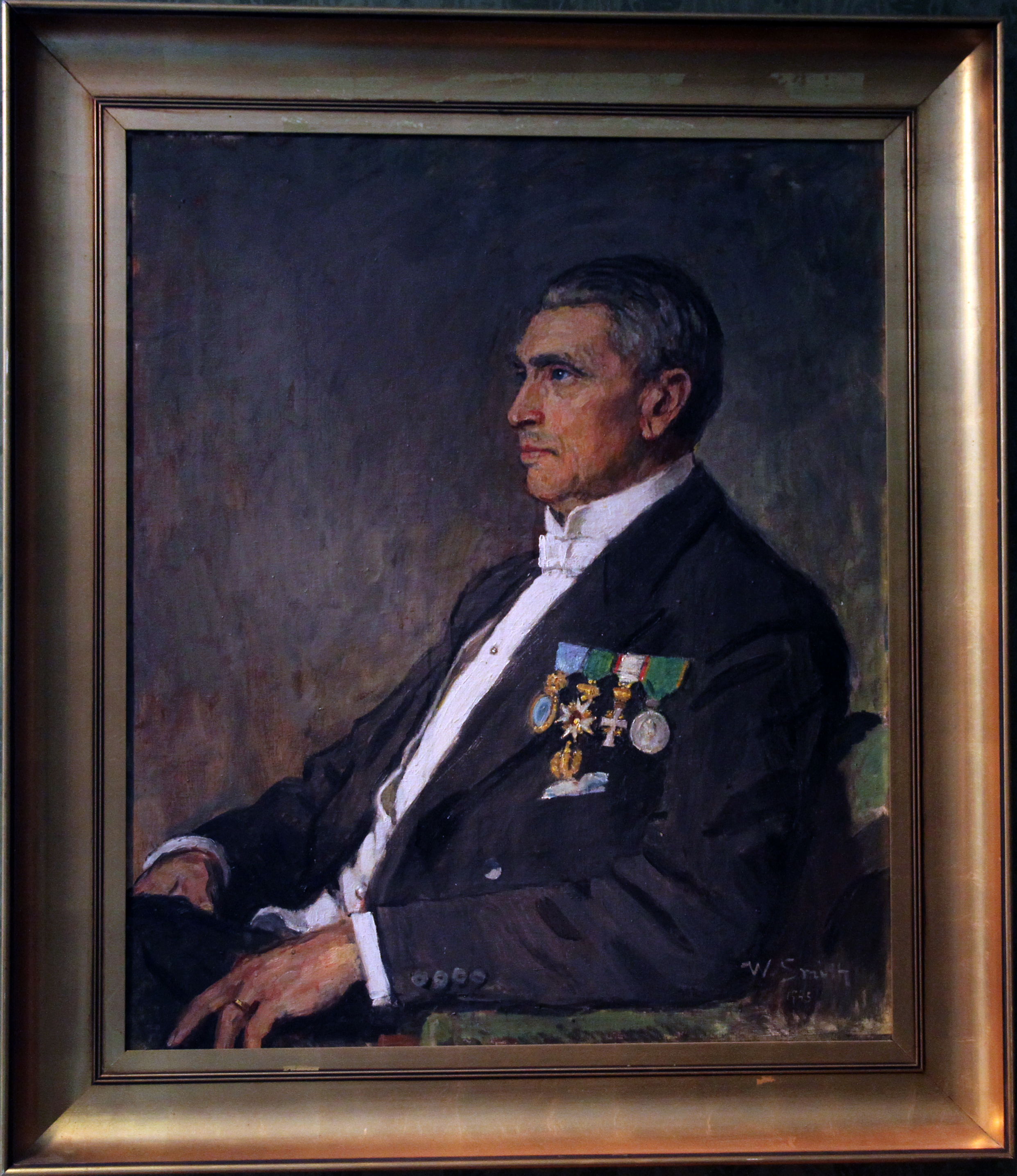
Porträtt av Wilhelm Elias Schmidt i Karlshamns museums samlingar.

W. Schmidt & Co var ett trävarubolag i Karlshamn. Företaget grundades 1810 av Wilhelm Elias Schmidt och Louis Plitt.

## Historia

### Wilhelm Elias Schmidt
Prästsonen Wilhelm Elias Schmidt var född 30 januari 1778 i Storhertigdömet Mecklenburg-Schwerin i norra Tyskland och arbetade i sin ungdom på handelshus i Hamburg. Efter kontinentalblockadens slut begav han sig till England där han jobbade ombord på olika handelsfartyg. År 1808 kom han till Sverige och Karlshamn på ett lastfartyg lastat med engelska varor och han beslöt sig, precis som många andra utlänningar, att stanna i staden och försöka göra sig ett namn som handelsman. Han ansökte om och fick borgerskap i oktober 1809.

### 1810-1840
1810 slog sig Schmidt ihop med den fd. tyske medborgaren Louis Plitt och i Karlshamn de grundade tillsammans W. Schmidt & Compagnie. Till en början handlade man framför allt med kol och koks. Plitt lämnade företaget redan några år senare.
I juni 1810 köpte firman en tomt med byggnader ”vid sjön och i södra ändan av Drottninggatan”. På denna tomt lät man bygga ett större packhus i trä.
Genom sina goda utrikesförbindelser kunde Schmidt bedriva lönsam import- och exporthandel och han avancerade snabbt i affärslivet och i mitten av 1820-talet kunde han även titulera sig kommerseråd och blev då en av stadens ledande män. Han var en generös man vilket han ofta visade genom att hjälpa de som hade det allra sämst ställt i samhället. Han blev även fattigvårdskassör.

### 1840-1930

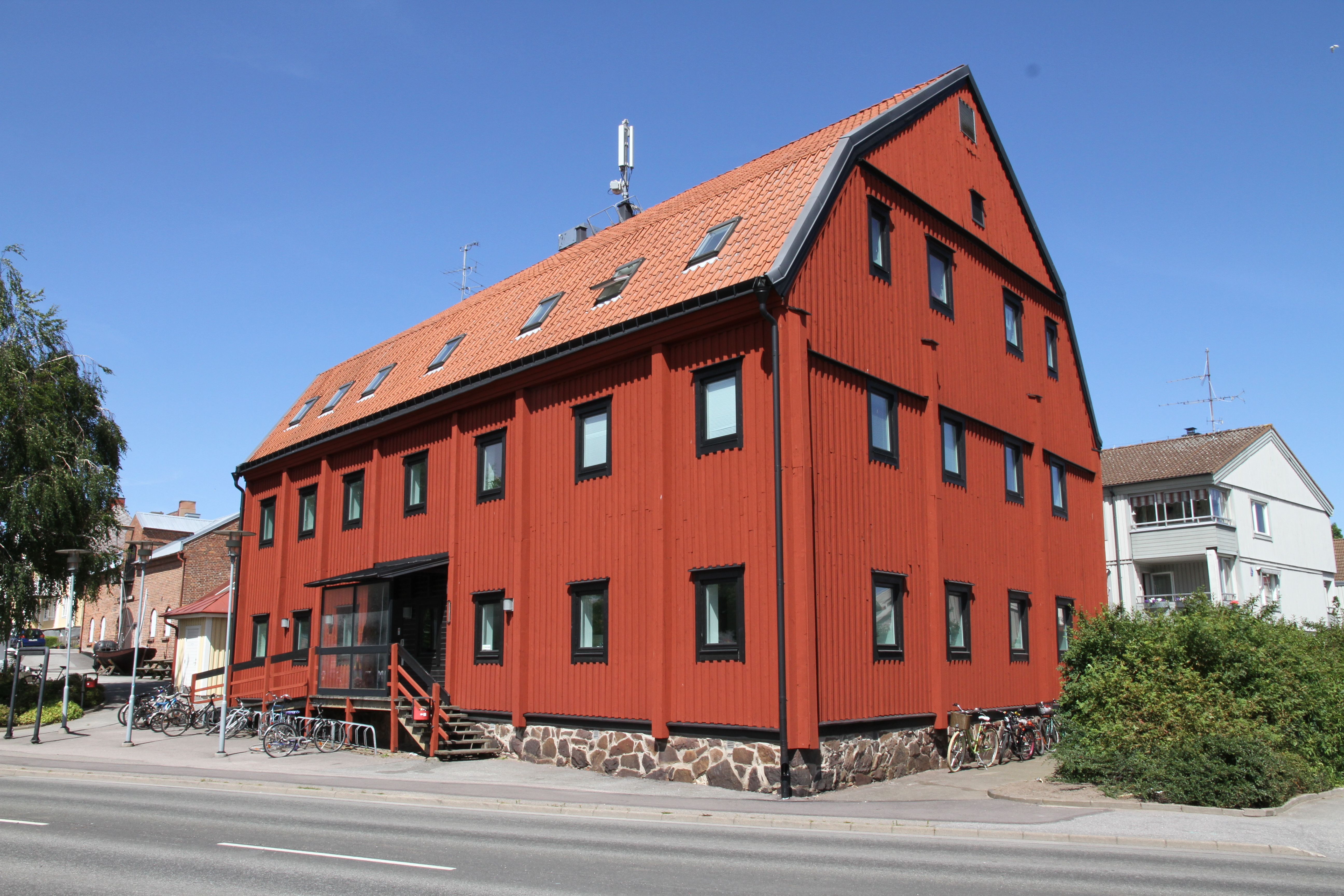
Drottninggatan 3 i Karlshamn där W. Schmidt & Co länge hade sitt kontor

År 1845 drog sig Wilhelm Schmidt tillbaka och lämnade över företaget åt sina två brorsöner Carl Henric Julius Schmidt (1806-1861) och Louis Schmidt (1810-1874), som båda tidigare hade flyttat till Karlshamn för att arbeta inom företaget. Wilhelm Schmidt avlider 14 maj 1852 i en ålder av 74 år.
Senare övertogs rörelsen av Carl Julius son Carl Schmidt och svärson Robert Ternström (1844-1925). I början av 1900-talet blev även Robert Ternströms son Rolf Ternström (1875-1951) delägare och 1920, när fadern lämnat företaget, blev han ensam ägare till W. Schmidt & Co. Företaget, som länge varit inriktat på export av trävaror och import av bland annat färgstoffer blev allt mer inriktat på försäljning av byggnadsmaterial i alla former.

### 1930-2002
1939 blev Rolf Ternströms son Sten Ternström (1906-1967) delägare. År 1950 ombildade Sten Ternström företaget till kommanditbolag och överlät samtidigt hälften av W. Schmidt & Co på sina barn. När Skåneskog AB senare tog över ägandet ombildade de företaget till ett aktiebolag med namnet Schmidt & Co AB. Ägandet har sedan skiftat flera gånger fram till 2002 när Beijer Byggmaterial AB övertar hela bolaget.
År 1999 flyttade Schmidt & Co AB från hamnen, där man haft verksamheten från starten 1910, till en tomt på Oljehamnsvägen utanför centrala delarna av Karlshamn.